# Frösve kyrka
Frösve kyrka är en kyrkobyggnad som tillhör Frösve församling i Skara stift. Den ligger i Frösve kyrkby i Skövde kommun.

## Kyrkobyggnaden

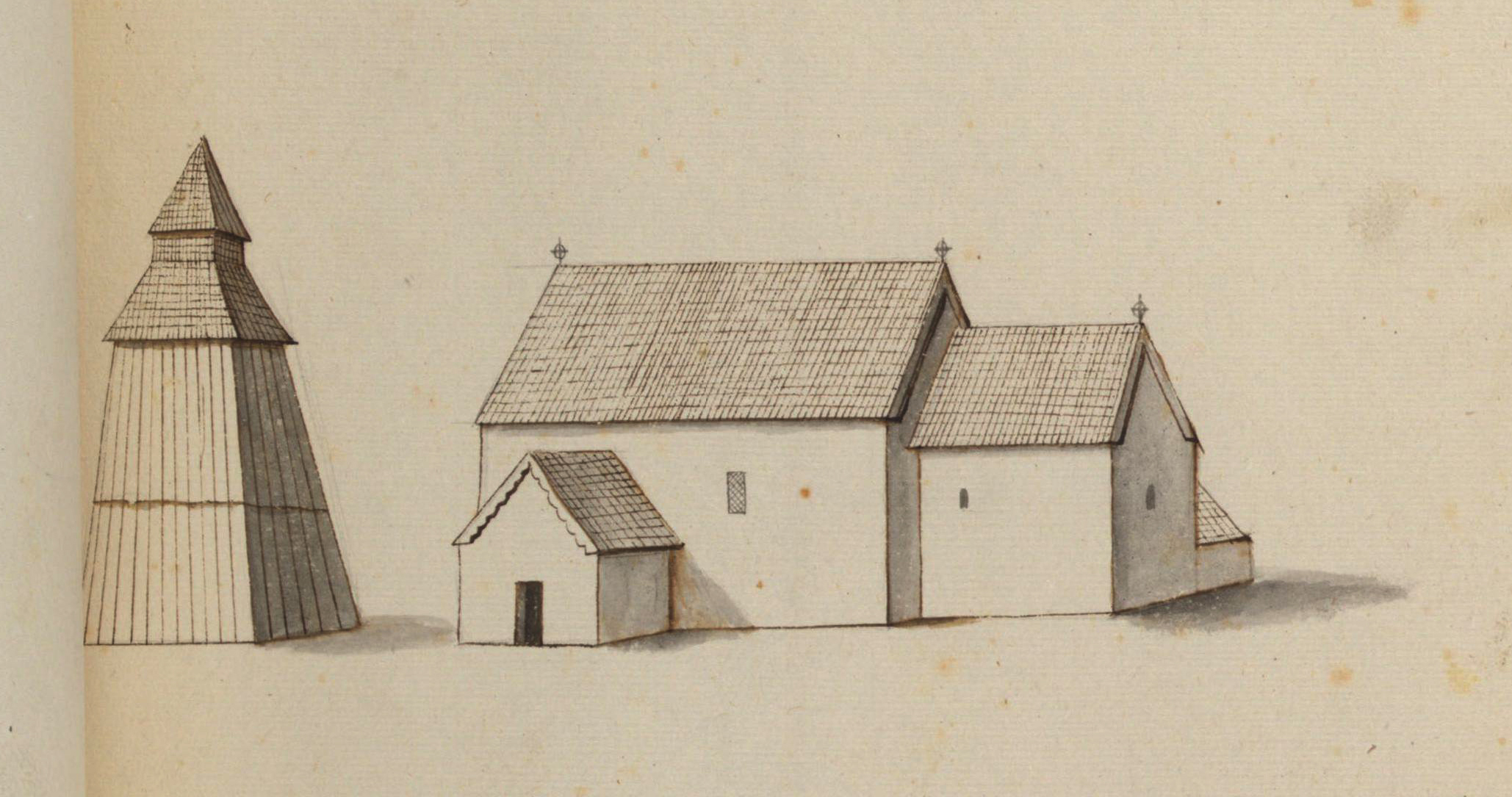
Kyrkan på teckning omkring 1670.

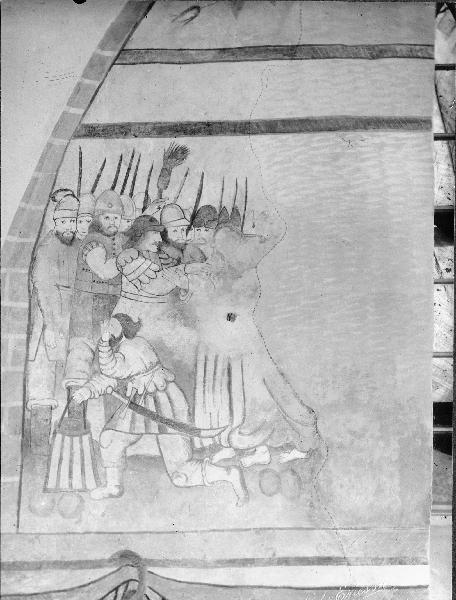
Detalj av väggmålning.

Byggnaden är typisk för de små medeltidskyrkor som uppfördes i Billingsbygden. De byggdes ut på 1700-talet. I Frösve tillkom 1773 ett nytt större kor och det lilla trätornet som rider på västgaveln. Korväggen har rundade, indragna hörn, utmärkande för byggmästaren Sven Westman. Planen består av ett rektangulärt långhus med tresidigt avslutat kor i öster, sakristia i söder och vapenhus i väster. Långhusets västra delar är de äldsta.  
Vid restaureringar under 1900-talet har väggmålningar, som skildrar scener ur bibeln, utförda på 1600-talet i Läcköskolans stil tagits fram.

## Inventarier
- Dopfunten av sandsten är från medeltiden och har uttömningshål.
- Predikstolen i provinsiell barock är från 1600-talet.
- En silverkalk från 1600-talets förra del.

### Orgel
En äldre orgel byggd 1929 byttes helt ut mot dagens från 1972 tillverkad av Smedmans Orgelbyggeri. Det är en mekanisk orgel med ljudande fasad som har fjorton stämmor fördelade på två manualer och pedal.